# Shareware
 (octobre 2018).
Si vous disposez d'ouvrages ou d'articles de référence ou si vous connaissez des sites web de qualité traitant du thème abordé ici, merci de compléter l'article en donnant les références utiles à sa vérifiabilité et en les liant à la section « Notes et références ».

Un shareware, partagiciel ou contribuciel, est un logiciel qui peut être utilisé gratuitement, mais avec des fonctionnalités limitées et/ou durant une période limitée.  Après cette période d'essai, l'utilisateur doit rétribuer l'auteur s'il veut continuer à utiliser le logiciel. Lorsque les fonctionnalités du shareware sont limitées, on parle aussi de logiciel de démonstration.

## Étymologie
Shareware est un mot valise anglais composé de to share (partager) et de ware, troncation de software.
L'office québécois de la langue française recommande le mot « partagiciel » comme traduction du mot « shareware ». On peut aussi trouver plus rarement le néologisme « contribuciel » (pour logiciel contributif).

## Généralités
Un shareware peut être utilisé pendant une durée limitée ou un nombre d'utilisations qui sont indiquées par l'auteur. Cela permet de tester les fonctionnalités et voir si elles correspondent à ses besoins.
Au bout de cette période d'essai, il est possible soit de payer une contribution et continuer à utiliser le logiciel, soit de le désinstaller. Il est également permis de distribuer le logiciel à une autre personne, toujours pour essai.
Hormis l'utilisation légale du produit, le paiement de la licence peut aussi débloquer un certain nombre de fonctionnalités jusqu'alors inaccessibles.
Certains sharewares se contentent de rappeler à intervalles plus ou moins fréquents, à l'aide par exemple d'alertes ou de dialogues, que la période d'essai est échue. Ils sont parfois appelés « harceliciels », « nagware » ou « annoyware ».
Certains auteurs ne demandent que l'envoi d'une carte postale comme paiement de la licence, dans ce cas on parle de carticiel (postcardware). D'autres suggèrent simplement que l'utilisateur verse une contribution à l'organisation charitable ou humanitaire de son choix (careware).

## Évolution du concept
Les premiers sharewares étaient disponibles en version complète et non limitée dans le temps. Ce mode de distribution n'a pas vraiment fonctionné : les clients continuaient d'utiliser le logiciel sans le payer. Depuis lors, les sharewares ont évolué en trois branches selon la conception qu'en a l'auteur :
- l'auteur peut choisir de maintenir la disponibilité de son logiciel en version complète et non limitée, mais y ajouter un message récurrent (écran de rappel, nag screen) pour rappeler à l'utilisateur qu'il doit payer ce logiciel s'il l'utilise régulièrement (voir harceliciel) ;
- il peut préférer limiter l'usage de son logiciel, en le distribuant comme une version de démonstration : l'usage du logiciel ou de certaines fonctionnalités sont bloquées après une période d'essai, afin de forcer l'utilisateur à payer le logiciel[3]. Certains de ces partagiciels (en réalité, ce sont des versions de démonstration) ont des fonctionnalités bloquées même pendant la période d'essai ; dans ce cas ce sont souvent des fonctions de confort. Elles sont débloquées lors du paiement de la contribution ;
- enfin, il peut au contraire décider que les utilisateurs soient libres de choisir de payer ou non le logiciel, selon l'utilisation qu'ils en font.

## Logiciels proches
Un shareware peut facilement être confondu avec un freeware, un logiciel abandonné (abandonware) ou un logiciel libre. Un shareware n'est pas un logiciel libre, car sa licence ne garantit pas les quatre libertés nécessaires pour qu'un logiciel soit libre. Le droit d'utiliser le logiciel est soumis à des conditions. Il peut être livré sans son code source. De plus, lorsque celui-ci est fourni, le droit de le redistribuer n'est pas automatiquement accordé. Enfin, la distribution du logiciel lui-même n'est pas forcément libre.